# ポリカーボネート

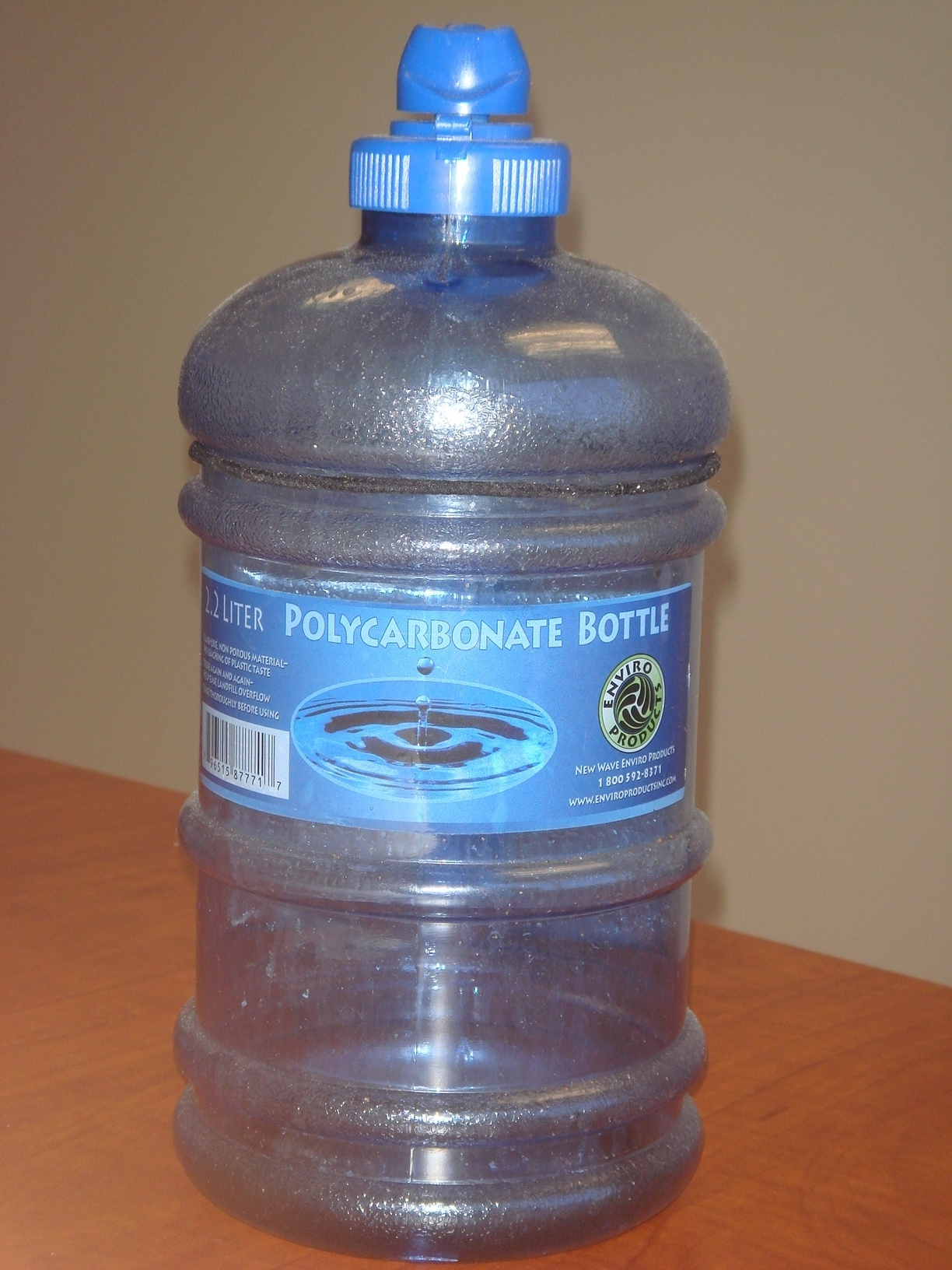
ポリカーボネート製ボトル

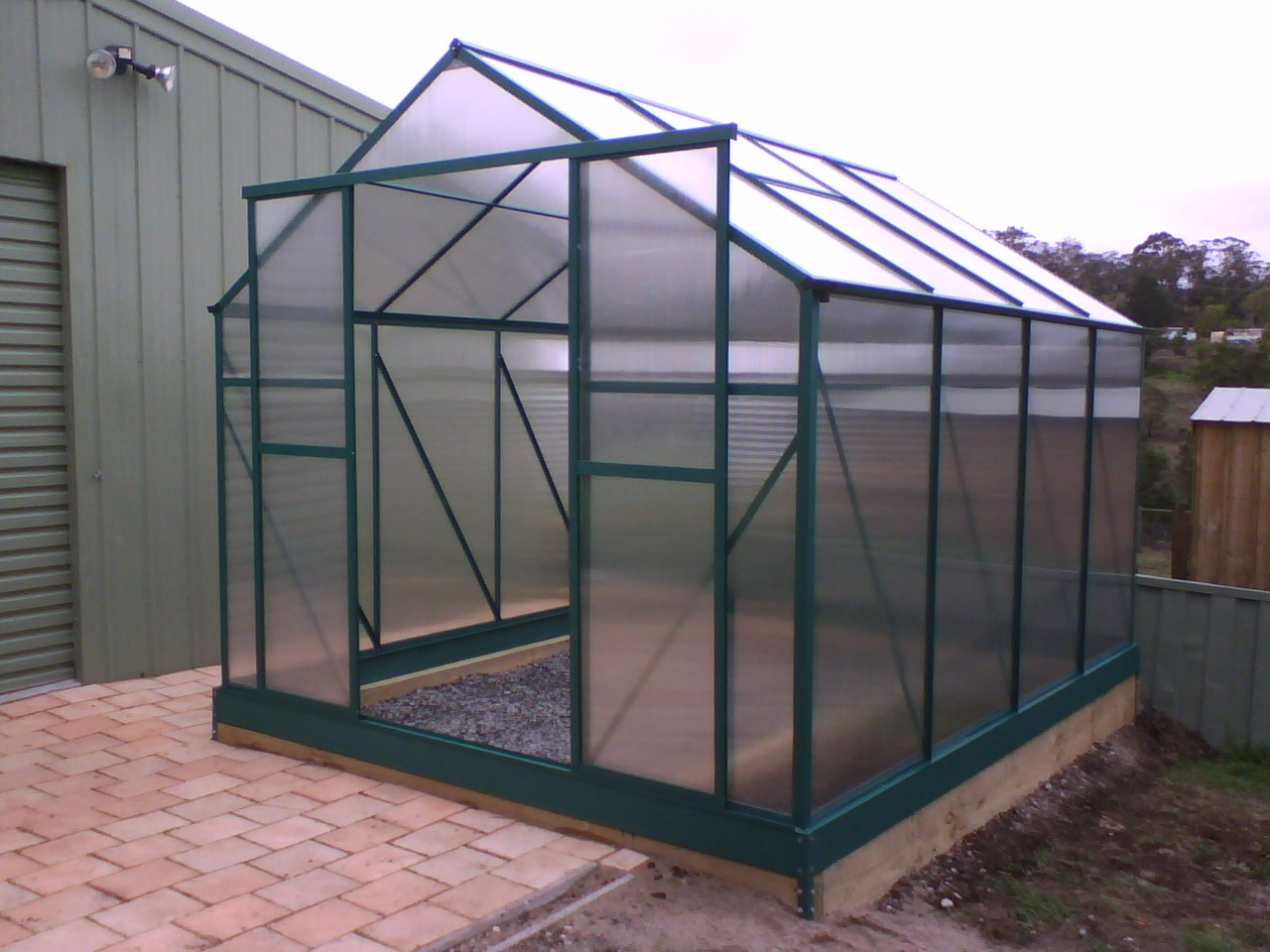
温室のポリカーボネートシート

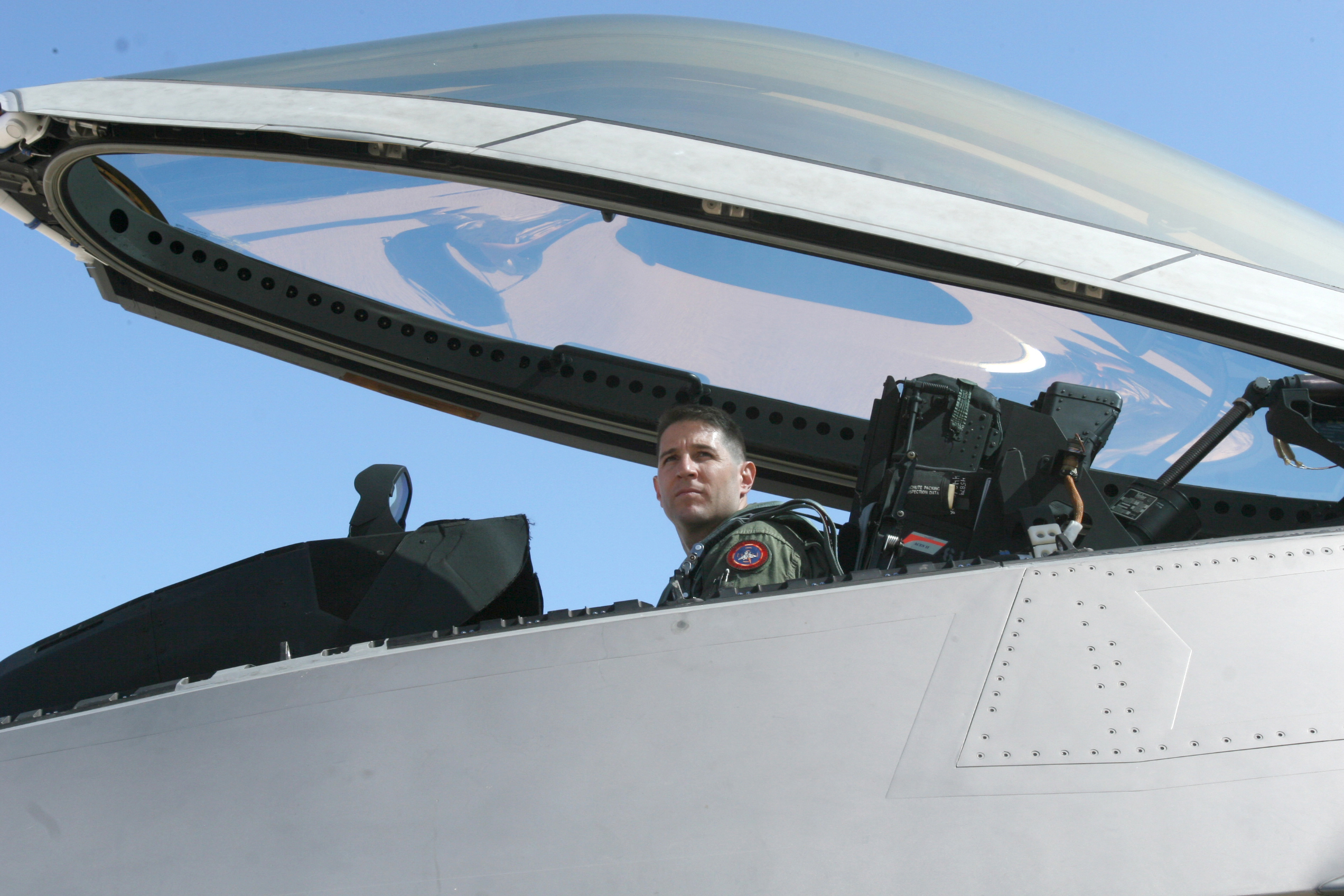
F-22のコックピットのキャノピー

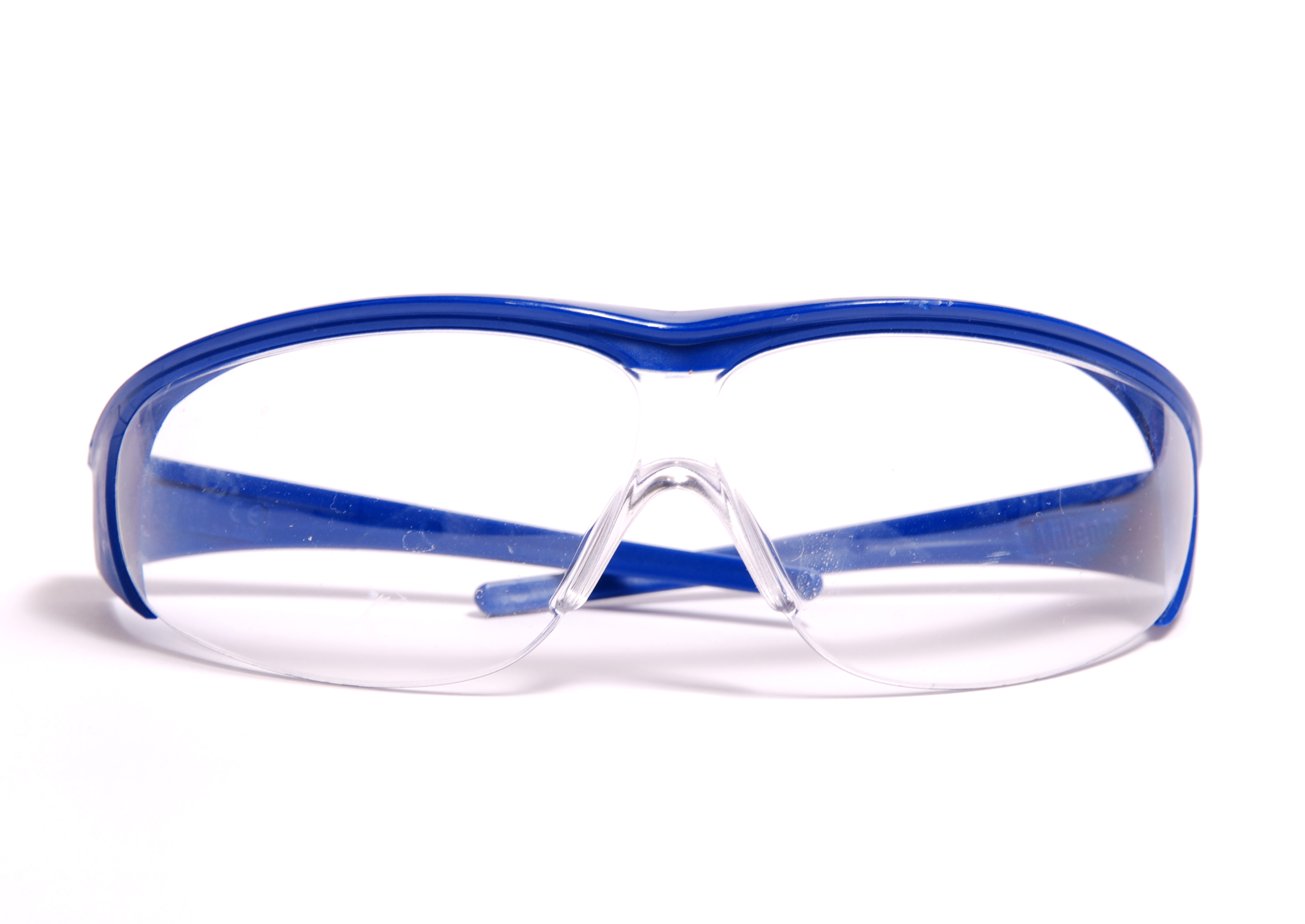
実験用安全ゴーグル

ポリカーボネート（英: polycarbonate）は、熱可塑性プラスチックの一種。化合物名字訳基準に則った呼称はポリカルボナート。様々な製品の材料として利用されている。モノマー単位同士の接合部は、すべてカーボネート基 (-O-(C=O)-O-) で構成されるため、この名が付けられた。ポリカ、PCと省略されることもある。また、アクリル樹脂などと共に有機ガラスとも呼ばれる。ドイツのバイエル社が開発した。

## 物性
- 密度：1.20 g/cm3
- 可用温度： −100 ℃ to +180 ℃
- 融点：約250 ℃
- 屈折率： 1.585 ± 0.001
- 光透過率：90% ± 1%
- 熱伝導率：0.19 W/mK

## 製法

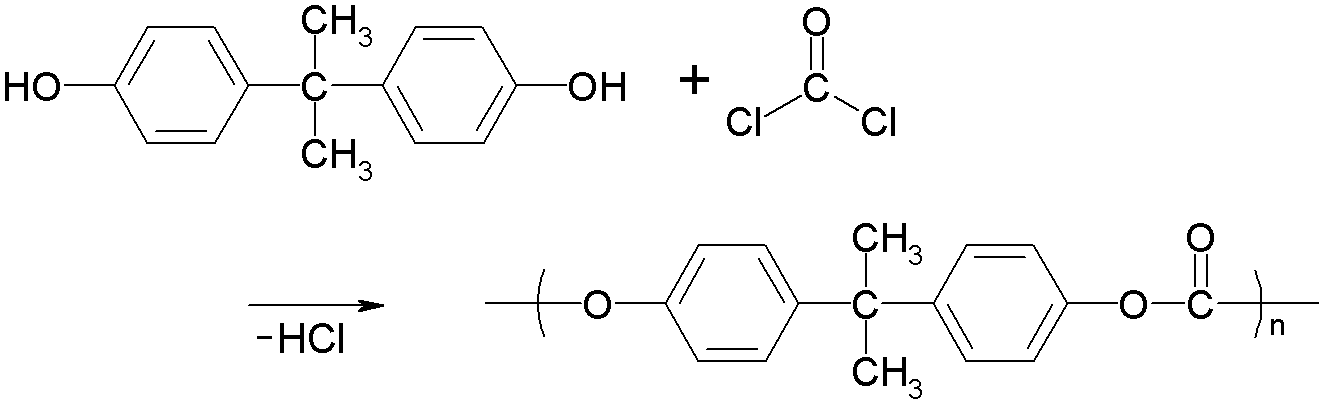
ビスフェノールAとホスゲンからのポリカーボネートの生成

ビスフェノールAとホスゲン（塩化カルボニル）、もしくはジフェニルカーボネートを原料として生産される。ホスゲンを用いる場合は、界面重縮合でポリマー化される。また、ジフェニルカーボネートを用いる場合は、エステル交換による重合で合成される。
日本では、三菱ガス化学が1971年に量産化している。鹿島工場（茨城県神栖市）で年間12万トン、タイ工場で14万トン、上海工場で8万トンの生産能力を持ち、国内トップシェアである。

## 特徴

### 利点
透明性・耐衝撃性・耐熱性・難燃性・寸法安定性などにおいて、高い物性を示す。耐衝撃性は一般的なガラスの250倍以上といわれる。
エンジニアリングプラスチックの中でも平均して高い物性を示す樹脂であり、かつ透明性をもつために光学用途にも使用でき、その物性に比べて安価であり、航空機・自動車など輸送機器、電気・電子光学・医療機器、防弾ガラスの材料などに広く用いられている。機械的強度も優れているので力のかかるプラスチックねじで最も多く使われている材料である。
サンスター文具は本材料で作った筆入れ「アーム筆入」の頑丈さを、「象が踏んでも壊れない」というキャッチコピーのテレビCMでアピールした。採用契機は、開発担当者が「ニュース映画で見た『暴走族が信号機に投石しているにもかかわらず、信号機のレンズが割れなかったこと』に驚き、警察に問い合わせて材質を聞いた」ことにあったという。

### 欠点
- 薬品耐久性はあまりよいとは言えない。特にアルカリ剤、溶剤では劣化する。接着剤などの使用ができない。
- エステル結合を持つため、高温高湿度の環境下では加水分解する。
- 紫外線で劣化する[4]。例えば自動車の前照灯は年月とともに紫外線の影響でポリカーボネートレンズの透過率が落ち照度が低下して保安基準を満たさなくなることがある。放置すれば車検不合格となり自動車が使用できなくなる。
- 引張強度を超える力をかけると、白化して透明度が著しく低下する。
- 表面の硬度は高くなく、鉛筆の硬度でHB程度。硬いブラシによる清掃などで容易に傷が付くが[5]、この弱点を解決した加工をほどこした製品もある[6]。

## 製品例

### 電機・電子・光学機器
- CDやDVDやBDの表面（LDはアクリル樹脂だった）
- 家電製品
- 光ファイバー
- カメラの本体（フィルム・デジタル問わず）
- 双眼鏡
- 液晶テレビ向けバックライト用拡散板
- パーソナルコンピュータの筐体（MacBookなど）
- スマートフォンの筐体（iPhone 5cなど）
- 腕時計（HEB MILANOなど）
- コピー機やレーザープリンタの感光体

### 輸送機器
- 航空機（軍用機（F-22など）のコックピットのキャノピー、旅客機の客室窓など）
- 自動車・オートバイなど輸送機器の前照灯や方向指示器や尾灯など各レンズ類、軽量ウィンドウなど
- オートバイ乗車用ヘルメットの帽体・バイザースクリーン
- 鉄道車両（新幹線N700系電車の普通車窓や名鉄2000系のフロント部分など）

### その他機器
- 機械の油面・液面確認用の窓
- 医療機器
- 建築材料

### 雑貨・家庭用品
- 哺乳瓶や食器
- ラジコンカー、ミニ四駆のボディ
- スーツケース
- 包装用または光学用フィルム
- 筆記用具・文房具
- サングラスや眼鏡、ゴーグル
- ヨーヨー
- 除雪用スコップ・スノーダンプ

### 武器・防具
- 防弾ガラス
- 特殊部隊が使用するヘルメットの防弾バイザー
- ライオットシールド（盾。主に警察用）
- スロートガード
- トンファーバトン(トンファーの形状をした警棒)
- 作業用ヘルメット（保護帽）
- 軍用ゴーグル
- 自転車競技や陸上競技、スキーでの競技者の眼球保護具（サングラスを兼ねる）